# David Saul Marshall

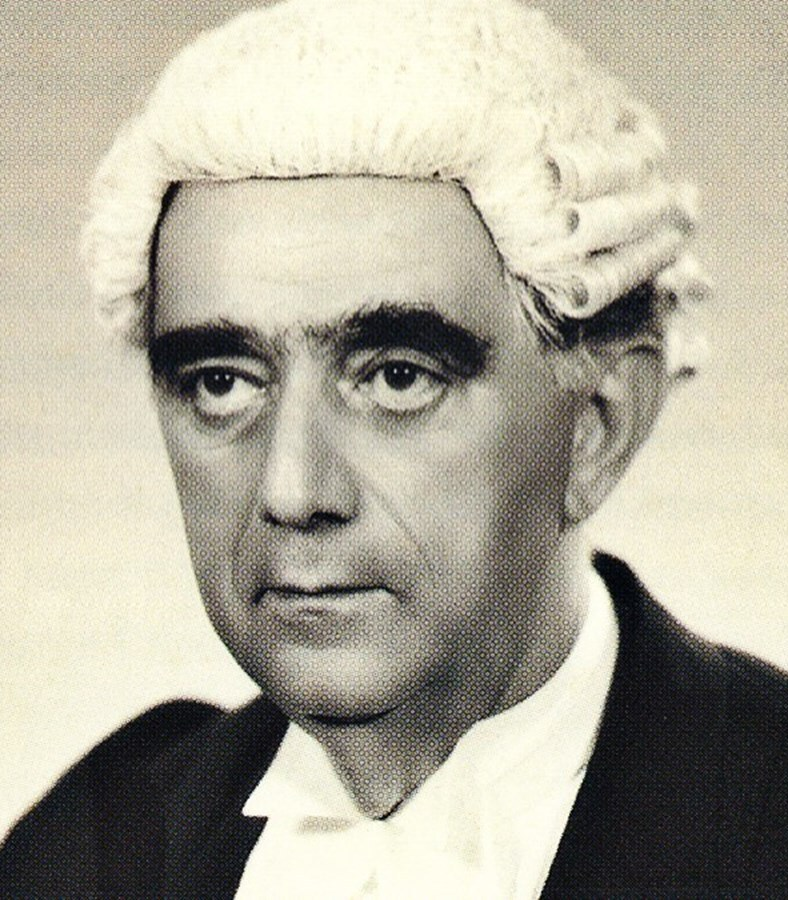
David Saul Marshall (zw. 1938 und 1942)

David Saul Marshall (* 12. Mai 1908 in Singapur; † 12. Dezember 1995 ebenda) war ein singapurischer Politiker, zwischen 1955 und 1956 der erste Chief Minister der damaligen britischen Kronkolonie Singapur und später ein bekannter Kritiker des Regimes der autoritären Regierungen der People’s Action Party (PAP).

## Leben

### Kriegsgefangenschaft und Aufstieg zum Chief Minister
Marshall, der aus einer orthodoxen jüdischen Familie stammte, leistete während des Zweiten Weltkrieges seinen Militärdienst in der britischen Kolonialarmee und musste nach seiner Gefangennahme durch die Kaiserlich Japanische Armee 1942 als Zwangsarbeiter in den Kohlebergwerken von Hokkaidō arbeiten.
Nach dem Ende des Zweiten Weltkrieges begann er seine politische Laufbahn in Singapur Anfang der 1950er Jahre während der Bestrebungen zur Souveränität vom Vereinigten Königreich. Er war einer der Mitgründer der sozialistischen Labour Front und wurde nach Inkrafttreten der neuen Verfassung im April 1955 zum Mitglied der Legislativversammlung gewählt, in der er bis 1959 den Wahlkreis Cairnhill vertrat.
Am 6. April 1955 bildete er eine Mitte-links-Regierung aus Labour Front, United Malays National Organization (UMNO) sowie der Malayan Chinese Association und wurde damit erster Chief Minister der Kronkolonie. Nach einer erfolglosen Mission in London über die Verhandlungen zur Unabhängigkeit Singapurs Ende 1955 beschuldigte er die britische Regierung mit den Worten, dass sie Singapur „Weihnachtspudding mit vergifteter Sauce“ (‚Christmas pudding with arsenic sauce‘) anbieten würde. Nach einer zweiten fehlgeschlagenen Mission über die Souveränitätsgespräche trat er am 8. Juni 1956 als Chief Minister zurück und wurde von Lim Yew Hock abgelöst.

### Regimekritiker und Botschafter
1957 gründete Marshall die Workers’s Party, die allerdings bei den Wahlen eine Niederlage erlitt. Nach dem Wahlsieg der autoritären People’s Action Party (PAP) von Premierminister Lee Kuan Yew am 5. Juni 1959 gehörte er zu den konsequenten und unmissverständlichen Kritikern von dessen repressiver Regierungspolitik. Wenngleich er den wirtschaftlichen Fortschritt der PAP anerkannte, verurteilte er doch das Fehlen von Menschlichkeit der Regierung von Lee Kuan Yew. Zwischen 1961 und 1963 war er Abgeordneter des Parlaments für den Wahlkreis Anson und nahm bis 1972 aktiv am politischen Leben teil.
Später wurde er jedoch von Premierminister Lee in den diplomatischen Dienst berufen, 1978 zum Botschafter in Frankreich ernannt und bekleidete diesen Posten bis 1993. Zugleich war er zwischen 1981 und 1993 auch Botschafter Singapurs in Portugal und Spanien sowie zuletzt von 1990 bis 1993 auch in der Schweiz.
Nach seiner Rückkehr nahm er seine ausgesprochene Kritik der Regierung von Lee Kuan Yews Nachfolger Goh Chok Tong wieder auf. So war er 1994 einer der wenigen Staatsbürger Singapurs, die öffentlich die Verurteilung des US-amerikanischen Teenagers Michael Fay zu Stockschlägen wegen Vandalismus kritisierten.